# Ernst Grünzner
Ernst Grünzner (4. listopadu 1873 Bělá – 4. ledna 1956 Ústí nad Labem) byl československý politik německé národnosti, meziválečný poslanec a senátor Národního shromáždění.

## Biografie
Pocházel z dělnické rodiny. Byl železničářem. Politicky a veřejně aktivní byl již před první světovou válkou. Předsedal Severočeskému sekretariátu rakouských železničních organizací. V letech 1918–1938 byl předsedou Svazu železničářů a z titulu této funkce byl členem Německého odborového svazu.
Podle údajů k roku 1929 byl profesí tajemníkem v Ústí nad Labem. Angažoval se v železničářských odborech.
V parlamentních volbách v roce 1920 získal za Německou sociálně demokratickou stranu dělnickou v ČSR poslanecké křeslo v Národním shromáždění. Mandát obhájil v parlamentních volbách v roce 1925 i parlamentních volbách v roce 1929.
V parlamentních volbách v roce 1935 získal senátorské křeslo v Národním shromáždění. V senátu setrval do října 1938, kdy jeho mandát zanikl v důsledku změn hranic Československa po Mnichovské dohodě.